# Fríðrikskirkjan

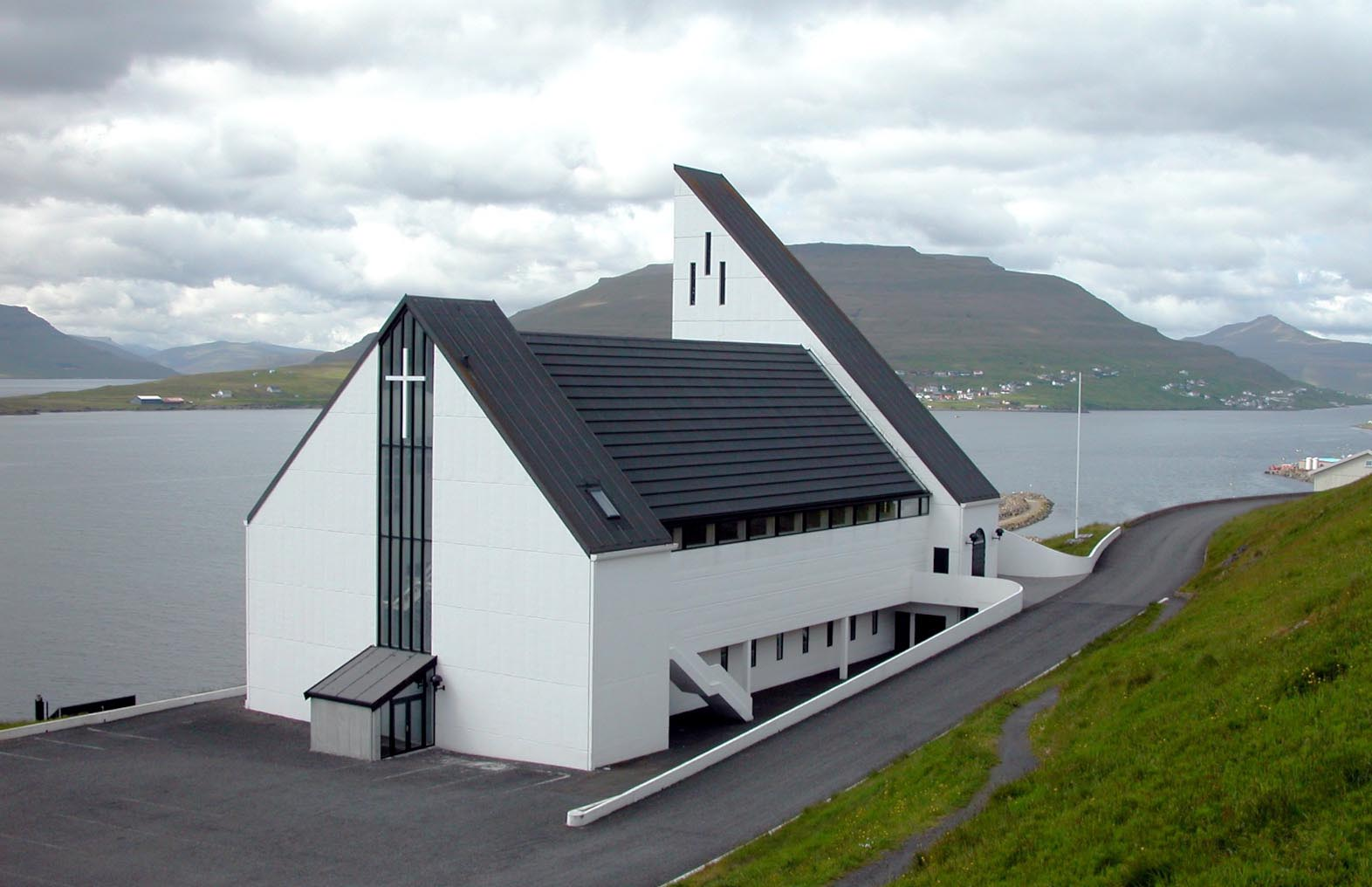
Blickfang am Skálafjørður: Die Friedrichskirche in Nes-Toftir

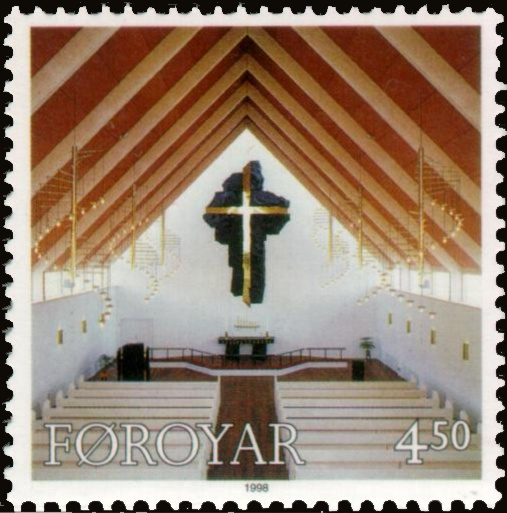
Das Innere der Kirche auf einer Weihnachtsbriefmarke von 1998

Die Fríðrikskirkjan (Friedrichskirche) ist ein moderner Kirchenbau in Nes-Toftir/Färöer. Sie gehört zur färöischen Volkskirche und zur ältesten evangelischen Gemeinde des Landes, die 1541 in Nes mit Heini Havreki als erstem Gemeindepfarrer und Propst eingerichtet wurde.
Der Architekt ist der Färinger Høgni Würdig Larsen. Die Grundsteinlegung war am 7. Oktober 1993, und der fertige Bau wurde am 27. November 1994 eingeweiht.
Die Friedrichskirche wurde nach dem färöischen Propst Fríðrikur Petersen benannt, der in dieser Gemeinde von 1900 bis 1917 gewirkt hatte. Sie ersetzt die alte Holzkirche in Nes von 1843. Die Kirchengemeinde von Nes erstreckte sich seinerzeit von Nes bis Skipanes.
Heute umfasst die Kirchengemeinde Nes, Toftir, Saltnes und Æðuvík. Zum Pfarrbezirk von Nes gehört auch die Gemeinde von Gøta mit ihrer ebenfalls hochmodernen Kirche aus dem gleichen Zeitraum, der Gøtu Kirkja. Der hohe Bevölkerungszuwachs seit der Jahrhundertwende und vor allem seit Ende des Zweiten Weltkrieges machte eine größere Gemeindekirche erforderlich.
Bei der Standortwahl wurde besonderer Wert auf eine zentrale Lage, gute Erkennbarkeit und die Reichweite des Glockenklangs gelegt. In der ersten Hälfte der 1980er Jahre begann man, Mittel für den Bau zu sammeln.
Im offenen Architektenwettbewerb 1991 war u. a. vorgeschrieben, dass in der Kirche für 400 bis 600 Menschen Platz sein musste und die Baukosten 15 Millionen Dänische Kronen nicht überschreiten durften. Aus 29 Vorschlägen wurde das Projekt von Høgni W. Larsen gewählt. Laut Begründung handelt es sich um eine stilreine Kirche, die sich alte traditionelle färöische Kirchen zum Vorbild nahm. Die Steinmetzarbeiten für die Altartafel, den Altar, die Kanzel und das Taufbecken in der Friedrichskirche wurden in einer eigens errichteten Werkstatt von Høgni W. Larsen selbst ausgeführt.
Die Kirche besteht aus drei Gebäudeteilen. Die tragende Konstruktion ist in weiß gestrichenem Stahlbeton ausgeführt, während die tragende Dachkonstruktion aus weiß gebeiztem Brettschichtholz besteht. Die Innenwände des Schiffs sind in weiß gestrichenem Gasbeton ausgeführt, während die Altarwand aus weiß gestrichenem, verputztem Stahlbeton besteht. Der Fußboden im vorderen und hinteren Teil der Kirche ist aus portugiesischem Schiefer.
Das Inventar der Kirche wurde ebenfalls von Høgni W. Larsen gestaltet. Die Altartafel, der Altar und die Kanzel sind in schwarzem schwedischem Granit und Messing ausgeführt, während das Taufbecken aus färöischem Säulenbasalt und Messing besteht. Die Altartafel wiegt etwa sechs und der Altar etwa drei Tonnen. Høgni W. Larsen hat ebenfalls die besonderen Kronleuchter, Leuchten und Kerzenhalter aus Messing gestaltet.